# Sergio Bardotti
Sergio Bardotti (Pavia, 14 de fevereiro de 1939 - Roma, 11 de abril de 2007) foi um letrista italiano. Criou, junto com o músico argentino Luis Enríquez Bacalov, o álbum "I musicanti", que depois foi traduzido e adaptado para o português por Chico Buarque, se tornando o famoso musical infantil Os Saltimbancos.

## Vida e carreira
Nascido em Pavia, Bardotti estudou piano por sete anos e se formou no conservatório em teoria e solfejo. Depois de se apresentar em casas noturnas com o nome artístico de Sergio Dotti, mudou-se para Roma, contratado pela gravadora RCA para seu ramo literário.
Sua primeira música como letrista foi "La nostra casa", que foi lançada como lado B do hit "Sapore di sale" de Gino Paoli. Pouco depois, Bardotti iniciou uma longa colaboração com Sergio Endrigo, que entre outras coisas lhes rendeu a vitória do Festival de Música de Sanremo de 1968 com a canção "Canzone per te".
No final da década de 1960 passou a produzir e a colaborar como compositor com Lucio Dalla e, desde 1969, com Chico Buarque, que fugira do regime militar brasileiro para viver o exílio na Itália. No início dos anos 1970 colaborou com Vinicius de Moraes em vários álbuns e com Luis Bacalov e New Trolls para o concerto grosso. Com Bacalov, ele também foi o autor de uma comédia musical para crianças de sucesso chamada "Os músicos".
Em 1989, Bardotti ganhou um segundo Festival de Música de Sanremo com a canção "Ti lascerò", interpretada por Anna Oxa e Fausto Leali. Desde a década de 1990, ele trabalhou principalmente como redator de televisão.